# Raw Footage
Raw Footage is het achtste solo-album van Ice Cube, uitgebracht op 19 augustus 2008. De eerste single, Gangstarap Made Me Do It, is op 3 januari 2008 als video op MySpace uitgebracht. De tweede single, Do Ya Thang, is op 1 juli 2008 uitgebracht.
Dit album is veel meer op politiek gericht dan Ice Cubes vorige album Laugh Now, Cry Later.

## Tracklist
| Nr. | Titel                                                            | Producent(en)                               | Gastartiest(en) | Duur |
| --- | ---------------------------------------------------------------- | ------------------------------------------- | --------------- | ---- |
| 1   | "What Is a Pyroclastic Flow?"                                    | John Murphy                                 | Keith David     | 0:55 |
| 2   | "I Got My Locs On"                                               | PnO                                         | Young Jeezy     | 3:43 |
| 3   | "It Takes a Nation"                                              | Emile                                       |                 | 3:26 |
| 4   | "Gangsta Rap Made Me Do It"                                      | Maestro                                     |                 | 4:41 |
| 5   | "Hood Mentality"                                                 | Teak "Da Beatsmith" Underdue & Dee Underdue |                 | 5:11 |
| 6   | "Why Me?"                                                        | Teak "Da Beatsmith" Underdue & Dee Underdue | Musiq Soulchild | 4:01 |
| 7   | "Cold Places"                                                    | Teak "Da Beatsmith" Underdue & Dee Underdue |                 | 4:13 |
| 8   | "Jack N the Box"                                                 | Tha Bizness                                 |                 | 4:23 |
| 9   | "Do Ya Thang"                                                    | Polumbo Beats                               |                 | 4:04 |
| 10  | "Thank God"                                                      | Teak "Da Beatsmith" Underdue & Dee Underdue |                 | 5:28 |
| 11  | "Here He Come"                                                   | Symphony                                    | Doughboy        | 4:33 |
| 12  | "Get Money, Spend Money, No Money"                               | Emile                                       |                 | 4:08 |
| 13  | "Get Used to It"                                                 | Augustine 'Embeatz' Sumo                    | WC en The Game  | 4:25 |
| 14  | "Tomorrow"                                                       | Warryn "Baby Dubb" Campbell                 |                 | 3:41 |
| 15  | "Stand Tall"                                                     | DJ Crazy Toones & David 'Dizmix' Lopez      |                 | 3:46 |
| 16  | "Take Me Away"                                                   | Djay Cas & Yung Fokus                       | Butch Cassidy   | 4:03 |
| 17  | "Believe It or Not" (Europese pre-order-bonustrack)              | Emile                                       |                 | 3:11 |
| 18  | "Don't Make Me Hurt Ya Feelings" (Europese pre-order-bonustrack) | Swizz Beatz                                 |                 | 3:11 |
| 19  | "Gangsta Rap Made Me Do It (Remix)" (iTunes-bonustrack)          | Maestro                                     | Nas en Scarface | 4:52 |
| 20  | "Crack Baby?" (Best Buy pre-order-bonustrack)                    |                                             |                 | 2:59 |
| 21  | "Why We Thugs (Live)" (Best Buy pre-order-bonustrack)            | Scott Storch                                | WC              | 3:37 |